# Almir Ajzeraj
Almir Ajzeraj (* 5. Oktober 1997 in Pristina) ist ein kosovarischer Fußballspieler.

## Karriere

### Vereine
Ajzeraj spielte zunächst für den in seinem Geburtsort ansässigen KF Flamurtari, zuletzt 2017 in der Liga e Parë, der zweithöchsten Spielklasse im kosovarischen Fußball. Am Ende seiner letzten Spielzeit für Flamurtari gewann er mit dem Verein die Meisterschaft in dieser Spielklasse. Im Jahr 2017 gehörte er dann dem in Obiliq ansässigen und seinerzeit zweitklassigen KF KEK an, bevor er ein zweites Mal dem KF Flamurtari – diesmal in der höchsten Spielklasse – angehörte. In der Saison 2017/18 wurde er in 15 von 33 Punktspielen eingesetzt, in denen er drei Tore erzielte. Im Anschluss wechselte er ins Ausland.
Im westlichen Nachbarland Albanien unterschrieb er im Sommer 2018 einen Vertrag beim Erstligisten KF Skënderbeu Korça, für den er bis Januar 2019 lediglich am 17. August 2018 (1. Spieltag) beim 1:0-Sieg im Heimspiel gegen den FK Partizani Tirana als Einwechselspieler in der 73. Minute zu seinem einzigen Ligaeinsatz kam. Über ein Leihgeschäft kam er von Februar bis Mai 2019 in 15 Punktspielen, in denen er ein Tor erzielte, für den kosovarischen Erstliganeuling KF Ballkani zum Einsatz. Zur Saison 2019/20 kehrte er zu Skënderbeu Korça zurück.
Seit dem 16. Januar 2020 spielt er in seiner Heimat für den KF Drita, neben den KF Gjilani einer von zwei Vereinen aus der Stadt Gjilan. Bis zum Saisonende 2019/20 kam er zu 14 Einsätzen und gewann mit dem Verein die kosovarische Meisterschaft. Bei gleicher Punktzahl und gleicher Tordifferenz sowie Übereinstimmung der gewonnenen und verlorenen Punktspiele, entschied sein Verein die Meisterschaft, da er im direkten Vergleich mit dem KF Gjilani mit 2:0 im Heim- und mit 1:0 im Rückspiel gewonnen hatte. Zudem bestritt Ajzeraj mit Drita bislang elf Qualifikationsspiele für die jeweilige Teilnahme an der Europa Conference League, Europa League und der Champions League.

### Nationalmannschaft
Ajzeraj debütierte am 25. März 2017 in Dublin für die kosovarische U21-Nationalmannschaft, als er bei der 0:1-Niederlage im EM-Qualifikationsspiel gegen Irland in der 68. Minute eingewechselt wurde.

## Erfolge
- Kosovarischer Meister 2020
- Zweitligameister 2017